# Ebblinghem
 Ebblinghem là một xã ở tỉnh Nord trong vùng Hauts-de-France, Pháp.